# Клиновка (Башкортостан)
Клиновка (баш. Клиновка) — деревня в Альшеевском районе Республики Башкортостан России. Входит в Воздвиженский сельсовет.

## История
Статус деревня посёлок приобрёл согласно Закону Республики Башкортостан от 20 июля 2005 года N 211-з «О внесении изменений в административно-территориальное устройство Республики Башкортостан в связи с образованием, объединением, упразднением и изменением статуса населенных пунктов, переносом административных центров», ст.1

6. Изменить статус следующих населенных пунктов, установив тип поселения — деревня:

…

2) в Альшеевском районе:

п) поселка Клиновка Воздвиженского сельсовета

## География
Расстояние до:
- районного центра (Раевский): 55 км,
- центра сельсовета (Воздвиженка): 8 км,
- ближайшей железнодорожной станции (Аксеново): 8 км.

В 5 километрах находился упразднённый посёлок (ранее — деревня) Орловка.

## Население
| 2002 | 2009 | 2010 |
| ---- | ---- | ---- |
| 5    | ↘3   | ↘1   |

Национальный состав
Согласно переписи 2002 года, преобладающая национальность — русские (100 %).